# Stichopathes flagellum
Stichopathes flagellum är en korallart som beskrevs av Louis Roule 1902. Stichopathes flagellum ingår i släktet Stichopathes och familjen Antipathidae. Inga underarter finns listade i Catalogue of Life.